# Verein für Bewegungsspiele Stuttgart 1893 2006-2007
Questa voce raccoglie le informazioni riguardanti il Verein für Bewegungsspiele Stuttgart 1893 nelle competizioni ufficiali della stagione 2006-2007.

## Stagione
Nella stagione 2006-2007 lo Stoccarda, allenato da Armin Veh, concluse il campionato di Bundesliga al 1º posto. In Coppa di Germania lo Stoccarda perse la finale con il Norimberga.

## Rosa
| N. |                           | Ruolo | Calciatore          |
| -- | ------------------------- | ----- | ------------------- |
| 1  | Germania (bandiera)       | P     | Timo Hildebrand     |
| 2  | Germania (bandiera)       | D     | Andreas Beck        |
| 3  | Messico (bandiera)        | D     | Ricardo Osorio      |
| 5  | Germania (bandiera)       | D     | Markus Babbel       |
| 6  | Portogallo (bandiera)     | D     | Fernando Meira      |
| 8  | Germania (bandiera)       | C     | Daniel Bierofka     |
| 9  | Svizzera (bandiera)       | A     | Marco Streller      |
| 11 | Germania (bandiera)       | C     | Thomas Hitzlsperger |
| 12 | Germania (bandiera)       | C     | Heiko Gerber        |
| 13 | Messico (bandiera)        | C     | Pável Pardo         |
| 14 | Svezia (bandiera)         | C     | Alexander Farnerud  |
| 15 | Costa d'Avorio (bandiera) | D     | Arthur Boka         |
| 16 | Germania (bandiera)       | A     | Benjamin Lauth      |
| 17 | Francia (bandiera)        | D     | Matthieu Delpierre  |

| N. |                     | Ruolo | Calciatore         |
| -- | ------------------- | ----- | ------------------ |
| 18 | Germania (bandiera) | A     | Cacau              |
| 19 | Germania (bandiera) | C     | Roberto Hilbert    |
| 21 | Svizzera (bandiera) | D     | Ludovic Magnin     |
| 22 | Germania (bandiera) | C     | Christian Gentner  |
| 23 | Germania (bandiera) | P     | Dirk Heinen        |
| 24 | Germania (bandiera) | D     | Marcel Schuon      |
| 25 | Brasile (bandiera)  | C     | Antônio da Silva   |
| 26 | Germania (bandiera) | D     | Tobias Feisthammel |
| 27 | Germania (bandiera) | C     | Tobias Weis        |
| 28 | Germania (bandiera) | C     | Sami Khedira       |
| 33 | Germania (bandiera) | A     | Mario Gómez        |
| 35 | Germania (bandiera) | D     | Serdar Taşçı       |
| 37 | Germania (bandiera) | P     | Timo Hammel        |
| 41 | Austria (bandiera)  | P     | Michael Langer     |

## Organigramma societario
Area tecnica
- Allenatore: Armin Veh
- Allenatore in seconda: Alfons Higl
- Preparatore dei portieri: Eberhard Trautner
- Preparatori atletici: Günter Kern, Matthias Hahn, Frank Haile, Christian Kolodziej, Manuel Roth, Gerhard Wörn

## Risultati
Fonte:

### Bundesliga

#### Girone di andata
| Arbitro: | Meyer (Burgdorf) |

|  |           |                                   |
|  | Marcatori | 37’ Vittek 45’ Schroth 78’ Saenko |

| Arbitro: | Gräfe (Berlino) |

|                               |           |                          |
| Ahanfouf 65’ (rig.) Böhme 76’ | Marcatori | 39’ Meira 73’, 82’ Cacau |

| Arbitro: | Wack (Monaco di Baviera) |

|           |           |                                       |
| Taşçı 30’ | Marcatori | 20’ (aut.) Magnin 32’ Kringe 88’ Frei |

| Arbitro: | Merk (Otterbach) |

|                             |           |                                 |
| Hilbert 4’ (aut.) Zidan 33’ | Marcatori | 38’ Hilbert 58’ Pardo 87’ Gómez |

| Arbitro: | Rafati (Hannover) |

|           |           |           |
| Gómez 73’ | Marcatori | 88’ Meier |

| Arbitro: | Kinhöfer (Herne) |

|                           |           |                    |
| Friedrich 9’ Pantelić 14’ | Marcatori | 4’ Gómez 57’ Cacau |

| Arbitro: | Gagelmann (Brema) |

|                                     |           |  |
| Gómez 22’ Boka 48’ Hitzlsperger 76’ | Marcatori |  |

| Arbitro: | Wagner (Hofheim) |

|           |           |           |
| Hanke 26’ | Marcatori | 31’ Gómez |

| Arbitro: | Stark (Ergolding) |

|                            |           |  |
| Khedira 32’, 46’ Taşçı 75’ | Marcatori |  |

| Arbitro: | Brych (Monaco di Baviera) |

|                         |           |                                              |
| Rösler 28’ Ibišević 86’ | Marcatori | 24’ Gómez 26’ Hitzlsperger 46’, 63’ Streller |

| Arbitro: | Fandel (Kyllburg) |

|                            |           |  |
| Gómez 80’ Hitzlsperger 85’ | Marcatori |  |

| Arbitro: | Drees (Münster-Sarmsheim) |

|               |           |                            |
| Rosenthal 13’ | Marcatori | 49’ Hitzlsperger 54’ Cacau |

| Arbitro: | Weiner (Giesen) |

|                        |           |          |
| Makaay 27’ Pizarro 36’ | Marcatori | 8’ Gómez |

| Arbitro: | Fleischer (Sigmertshausen) |

|          |           |  |
| Cacau 6’ | Marcatori |  |

| Magonza 1º dicembre 2006, ore 20:30 CET 15ª giornata | Magonza           | 0 – 0 referto | Stoccarda | Stadion am Bruchweg (20 300 spett.)\| Arbitro: \| Rafati (Hannover) \| |
| Arbitro:                                             | Rafati (Hannover) |               |           |                                                                        |

| Arbitro: | Merk (Otterbach) |

|              |           |  |
| Streller 87’ | Marcatori |  |

| Cottbus 16 dicembre 2006, ore 15:30 CET 17ª giornata | Energie Cottbus           | 0 – 0 referto | Stoccarda | Stadion der Freundschaft (13 650 spett.)\| Arbitro: \| Brych (Monaco di Baviera) \| |
| Arbitro:                                             | Brych (Monaco di Baviera) |               |           |                                                                                     |

#### Girone di ritorno
| Arbitro: | Fandel (Kyllburg) |

|                                                     |           |           |
| Saenko 26’ Greško 51’ Schroth 70’ Magnin 77’ (aut.) | Marcatori | 33’ Cacau |

| Arbitro: | Gagelmann (Brema) |

|                         |           |                                |
| Gómez 9’, 59’ Cacau 52’ | Marcatori | 26’ Eigler 86’ (rig.) Ahanfouf |

| Arbitro: | Merk (Otterbach) |

|  |           |           |
|  | Marcatori | 59’ Gómez |

| Arbitro: | Gräfe (Berlino) |

|                                              |           |           |
| Hilbert 3’ Gómez 15’ Magnin 33’ Streller 86’ | Marcatori | 21’ Diego |

| Arbitro: | Stark (Ergolding) |

|  |           |                                                  |
|  | Marcatori | 2’ Hilbert 16’ Gómez 44’ Osorio 78’ Hitzlsperger |

| Stoccarda 23 febbraio 2007, ore 20:30 CET 23ª giornata | Stoccarda        | 0 – 0 referto | Hertha Berlino | Gottlieb-Daimler-Stadion (42 600 spett.)\| Arbitro: \| Meyer (Burgdorf) \| |
| Arbitro:                                               | Meyer (Burgdorf) |               |                |                                                                            |

| Arbitro: | Brych (Monaco di Baviera) |

|                                 |           |           |
| Voronin 19’ Freier 22’ Juan 61’ | Marcatori | 73’ Cacau |

| Stoccarda 10 marzo 2007, ore 15:30 CET 25ª giornata | Stoccarda         | 0 – 0 referto | Wolfsburg | Gottlieb-Daimler-Stadion (44 000 spett.)\| Arbitro: \| Stark (Ergolding) \| |
| Arbitro:                                            | Stark (Ergolding) |               |           |                                                                             |

| Arbitro: | Fleischer (Sigmertshausen) |

|              |           |  |
| Krstajić 76’ | Marcatori |  |

| Arbitro: | Merk (Otterbach) |

|                                  |           |             |
| Streller 29’ Lauth 75’ Cacau 84’ | Marcatori | 59’ Sichone |

| Arbitro: | Wagner (Hofheim) |

|                      |           |                                             |
| Jarolím 66’ Olić 75’ | Marcatori | 10’ Cacau 13’ Khedira 27’ Hilbert 51’ Meira |

| Arbitro: | Seemann (Essen) |

|                             |           |                |
| Hilbert 2’ Żuraw 75’ (aut.) | Marcatori | 61’ Cherundolo |

| Arbitro: | Merk (Otterbach) |

|                |           |  |
| Cacau 23’, 25’ | Marcatori |  |

| Arbitro: | Fandel (Kyllburg) |

|  |           |             |
|  | Marcatori | 53’ Hilbert |

| Arbitro: | Gräfe (Berlino) |

|                       |           |  |
| Meira 26’ Hilbert 64’ | Marcatori |  |

| Arbitro: | Meyer (Burgdorf) |

|                          |           |                                      |
| Schröder 4’ Maltritz 42’ | Marcatori | 24’ Hitzlsperger 62’ Gómez 73’ Cacau |

| Arbitro: | Stark (Ergolding) |

|                              |           |          |
| Hitzlsperger 27’ Khedira 63’ | Marcatori | 19’ Radu |

### Coppa di Germania
| Arbitro: | Seemann (Essen) |

|  |           |                                                        |
|  | Marcatori | 11’ Bierofka 50’ (rig.) Tomasson 70’ Hilbert 73’ Cacau |

| Arbitro: | Schriever (Dorum) |

|                     |           |                                               |
| Ben-Hatira 57’, 72’ | Marcatori | 14’ Hilbert 53’ Delpierre 61’ Gómez 80’ Cacau |

| Arbitro: | Sippel (Monaco di Baviera) |

|              |           |                                           |
| Bechmann 84’ | Marcatori | 34’ Gómez 48’, 58’ Hitzlsperger 90’ Cacau |

| Arbitro: | Merk (Otterbach) |

|                            |           |  |
| Cacau 38’ Hitzlsperger 77’ | Marcatori |  |

| Arbitro: | Stark (Ergolding) |

|  |           |           |
|  | Marcatori | 16’ Silva |

| Arbitro: | Weiner (Giesen) |

|                            |           |                                            |
| Cacau 20’ Pardo 80’ (rig.) | Marcatori | 28’ Mintál 47’ Engelhardt 109’ Kristiansen |

## Statistiche

### Statistiche di squadra
| Competizione      | Punti | In casa | In casa | In casa | In casa | In casa | In casa | In trasferta | In trasferta | In trasferta | In trasferta | In trasferta | In trasferta | Totale | Totale | Totale | Totale | Totale | Totale | DR  |
| Competizione      | Punti | G       | V       | N       | P       | Gf      | Gs      | G            | V            | N            | P            | Gf           | Gs           | G      | V      | N      | P      | Gf     | Gs     | DR  |
| ----------------- | ----- | ------- | ------- | ------- | ------- | ------- | ------- | ------------ | ------------ | ------------ | ------------ | ------------ | ------------ | ------ | ------ | ------ | ------ | ------ | ------ | --- |
| Bundesliga        | 70    | 17      | 12      | 3       | 2       | 30      | 13      | 17           | 9            | 4            | 4            | 31           | 24           | 34     | 21     | 7      | 6      | 61     | 37     | +24 |
| Coppa di Germania | -     | 2       | 1       | 0       | 1       | 4       | 3       | 4            | 4            | 0            | 0            | 13           | 3            | 6      | 5      | 0      | 1      | 17     | 6      | +11 |
| Totale            | 70    | 19      | 13      | 3       | 3       | 34      | 16      | 21           | 13           | 4            | 4            | 44           | 27           | 40     | 26     | 7      | 7      | 78     | 43     | +35 |

### Andamento in campionato
| Giornata  | 1  | 2 | 3  | 4  | 5  | 6  | 7 | 8 | 9 | 10 | 11 | 12 | 13 | 14 | 15 | 16 | 17 | 18 | 19 | 20 | 21 | 22 | 23 | 24 | 25 | 26 | 27 | 28 | 29 | 30 | 31 | 32 | 33 | 34 |
| --------- | -- | - | -- | -- | -- | -- | - | - | - | -- | -- | -- | -- | -- | -- | -- | -- | -- | -- | -- | -- | -- | -- | -- | -- | -- | -- | -- | -- | -- | -- | -- | -- | -- |
| Luogo     | C  | T | C  | T  | C  | T  | C | T | C | T  | C  | T  | T  | C  | T  | C  | T  | T  | C  | T  | C  | T  | C  | T  | C  | T  | C  | T  | C  | C  | T  | C  | T  | C  |
| Risultato | P  | V | P  | V  | N  | N  | V | N | V | V  | V  | V  | P  | V  | N  | V  | N  | P  | V  | V  | V  | V  | N  | P  | N  | P  | V  | V  | V  | V  | V  | V  | V  | V  |
| Posizione | 17 | 9 | 15 | 11 | 10 | 12 | 8 | 8 | 4 | 2  | 2  | 1  | 3  | 3  | 3  | 3  | 4  | 4  | 3  | 3  | 3  | 2  | 2  | 3  | 3  | 3  | 3  | 3  | 3  | 3  | 2  | 2  | 1  | 1  |

Legenda:

Luogo: C = Casa; T = Trasferta. Risultato: V = Vittoria; N = Pareggio; P = Sconfitta.

### Statistiche dei giocatori
!! colspan="4" | Totale

| Giocatore       | Bundesliga | Bundesliga | Bundesliga  | Bundesliga | Coppa di Germania M. Babbel | Coppa di Germania M. Babbel | Coppa di Germania M. Babbel | Coppa di Germania M. Babbel | 2        | 0    | 0           | 0          | 0 | 0 | 0 | 0 | 2 | 0 | 0 | 0 |
| Giocatore       | Presenze   | Reti       | Ammonizioni | Espulsioni | Presenze                    | Reti                        | Ammonizioni                 | Espulsioni                  | Presenze | Reti | Ammonizioni | Espulsioni |   |   |   |   |   |   |   |   |
| A. Beck         | 4          | 0          | 0           | 0          | 1                           | 0                           | 0                           | 0                           | 5        | 0    | 0           | 0          |   |   |   |   |   |   |   |   |
| D. Bierofka     | 12         | 0          | 2           | 0          | 3                           | 1                           | 0                           | 0                           | 15       | 1    | 2           | 0          |   |   |   |   |   |   |   |   |
| A. Boka         | 19         | 1          | 4           | 1          | 3                           | 0                           | 0                           | 0                           | 22       | 1    | 4           | 1          |   |   |   |   |   |   |   |   |
| C. Cacau        | 32         | 13         | 4           | 0          | 6                           | 5                           | 1                           | 1                           | 38       | 18   | 5           | 1          |   |   |   |   |   |   |   |   |
| M. Delpierre    | 33         | 0          | 4           | 0          | 6                           | 1                           | 0                           | 0                           | 39       | 1    | 4           | 0          |   |   |   |   |   |   |   |   |
| A. Farnerud     | 9          | 0          | 1           | 0          | 0                           | 0                           | 0                           | 0                           | 9        | 0    | 1           | 0          |   |   |   |   |   |   |   |   |
| T. Feisthammel  | 0          | 0          | 0           | 0          | 0                           | 0                           | 0                           | 0                           | 0        | 0    | 0           | 0          |   |   |   |   |   |   |   |   |
| C. Gentner      | 15         | 0          | 1           | 0          | 1                           | 0                           | 0                           | 0                           | 16       | 0    | 1           | 0          |   |   |   |   |   |   |   |   |
| H. Gerber       | 0          | 0          | 0           | 0          | 0                           | 0                           | 0                           | 0                           | 0        | 0    | 0           | 0          |   |   |   |   |   |   |   |   |
| M. Gómez        | 25         | 14         | 2           | 0          | 5                           | 2                           | 1                           | 0                           | 30       | 16   | 3           | 0          |   |   |   |   |   |   |   |   |
| T. Hammel       | 0          | 0          | 0           | 0          | 0                           | 0                           | 0                           | 0                           | 0        | 0    | 0           | 0          |   |   |   |   |   |   |   |   |
| D. Heinen       | 0          | 0          | 0           | 0          | 0                           | 0                           | 0                           | 0                           | 0        | 0    | 0           | 0          |   |   |   |   |   |   |   |   |
| R. Hilbert      | 34         | 7          | 2           | 0          | 5                           | 2                           | 0                           | 0                           | 39       | 9    | 2           | 0          |   |   |   |   |   |   |   |   |
| T. Hildebrand   | 33         | 0          | 0           | 0          | 6                           | 0                           | 0                           | 0                           | 39       | 0    | 0           | 0          |   |   |   |   |   |   |   |   |
| T. Hitzlsperger | 30         | 7          | 4           | 2          | 5                           | 3                           | 1                           | 0                           | 35       | 10   | 5           | 2          |   |   |   |   |   |   |   |   |
| S. Khedira      | 22         | 4          | 1           | 0          | 4                           | 0                           | 1                           | 0                           | 26       | 4    | 2           | 0          |   |   |   |   |   |   |   |   |
| M. Langer       | 1          | 0          | 0           | 0          | 0                           | 0                           | 0                           | 0                           | 1        | 0    | 0           | 0          |   |   |   |   |   |   |   |   |
| B. Lauth        | 11         | 1          | 1           | 0          | 2                           | 0                           | 0                           | 0                           | 13       | 1    | 1           | 0          |   |   |   |   |   |   |   |   |
| L. Magnin       | 22         | 1          | 6           | 0          | 5                           | 0                           | 1                           | 0                           | 27       | 1    | 7           | 0          |   |   |   |   |   |   |   |   |
| F. Meira        | 20         | 3          | 5           | 0          | 4                           | 0                           | 2                           | 0                           | 24       | 3    | 7           | 0          |   |   |   |   |   |   |   |   |
| S. Meißner      | 1          | 0          | 0           | 0          | 2                           | 0                           | 0                           | 0                           | 3        | 0    | 0           | 0          |   |   |   |   |   |   |   |   |
| B. Nehrig       | 1          | 0          | 0           | 0          | 0                           | 0                           | 0                           | 0                           | 1        | 0    | 0           | 0          |   |   |   |   |   |   |   |   |
| R. Osorio       | 27         | 1          | 1           | 1          | 6                           | 0                           | 2                           | 0                           | 33       | 1    | 3           | 1          |   |   |   |   |   |   |   |   |
| P. Pardo        | 33         | 1          | 6           | 0          | 6                           | 1                           | 1                           | 0                           | 39       | 2    | 7           | 0          |   |   |   |   |   |   |   |   |
| M. Schuon       | 0          | 0          | 0           | 0          | 0                           | 0                           | 0                           | 0                           | 0        | 0    | 0           | 0          |   |   |   |   |   |   |   |   |
| A. Silva        | 28         | 0          | 2           | 1          | 4                           | 1                           | 0                           | 0                           | 32       | 1    | 2           | 1          |   |   |   |   |   |   |   |   |
| A. Stolz        | 0          | 0          | 0           | 0          | 0                           | 0                           | 0                           | 0                           | 0        | 0    | 0           | 0          |   |   |   |   |   |   |   |   |
| M. Streller     | 27         | 5          | 3           | 0          | 3                           | 0                           | 1                           | 0                           | 30       | 5    | 4           | 0          |   |   |   |   |   |   |   |   |
| S. Taşçı        | 26         | 2          | 3           | 1          | 5                           | 0                           | 0                           | 0                           | 31       | 2    | 3           | 1          |   |   |   |   |   |   |   |   |
| J. Tomasson     | 4          | 0          | 0           | 0          | 2                           | 1                           | 0                           | 0                           | 6        | 1    | 0           | 0          |   |   |   |   |   |   |   |   |
| T. Weis         | 0          | 0          | 0           | 0          | 0                           | 0                           | 0                           | 0                           | 0        | 0    | 0           | 0          |   |   |   |   |   |   |   |   |